# Casasco d’Intelvi
Casasco d’Intelvi (lombardul: Casasch) település Olaszországban, Lombardia régióban, Como megyében. Lakosainak száma 475 fő (2018. január 1.). Casasco d’Intelvi határváros Olaszország és Svájc (Ticino kanton) közt.